# 800-talet f.Kr.

## Händelser
- 814 f.Kr. - Den feniciska staden Karthago grundas i nuvarande Tunisien.
- Magna Graecia koloniseras av grekiska bosättare.

## Födda
- 811 f.Kr. – Adad-nirari III, kung av Assyrien.
- 808 f.Kr. – Karanos av Makedonien, kung av Makedonien.

## Avlidna
- 892 f.Kr. – Achasja, kung av Juda rike.